# 111 Eskadra Myśliwska
111 eskadra myśliwska – pododdział lotnictwa myśliwskiego Wojska Polskiego w II Rzeczypospolitej.

## Formowanie

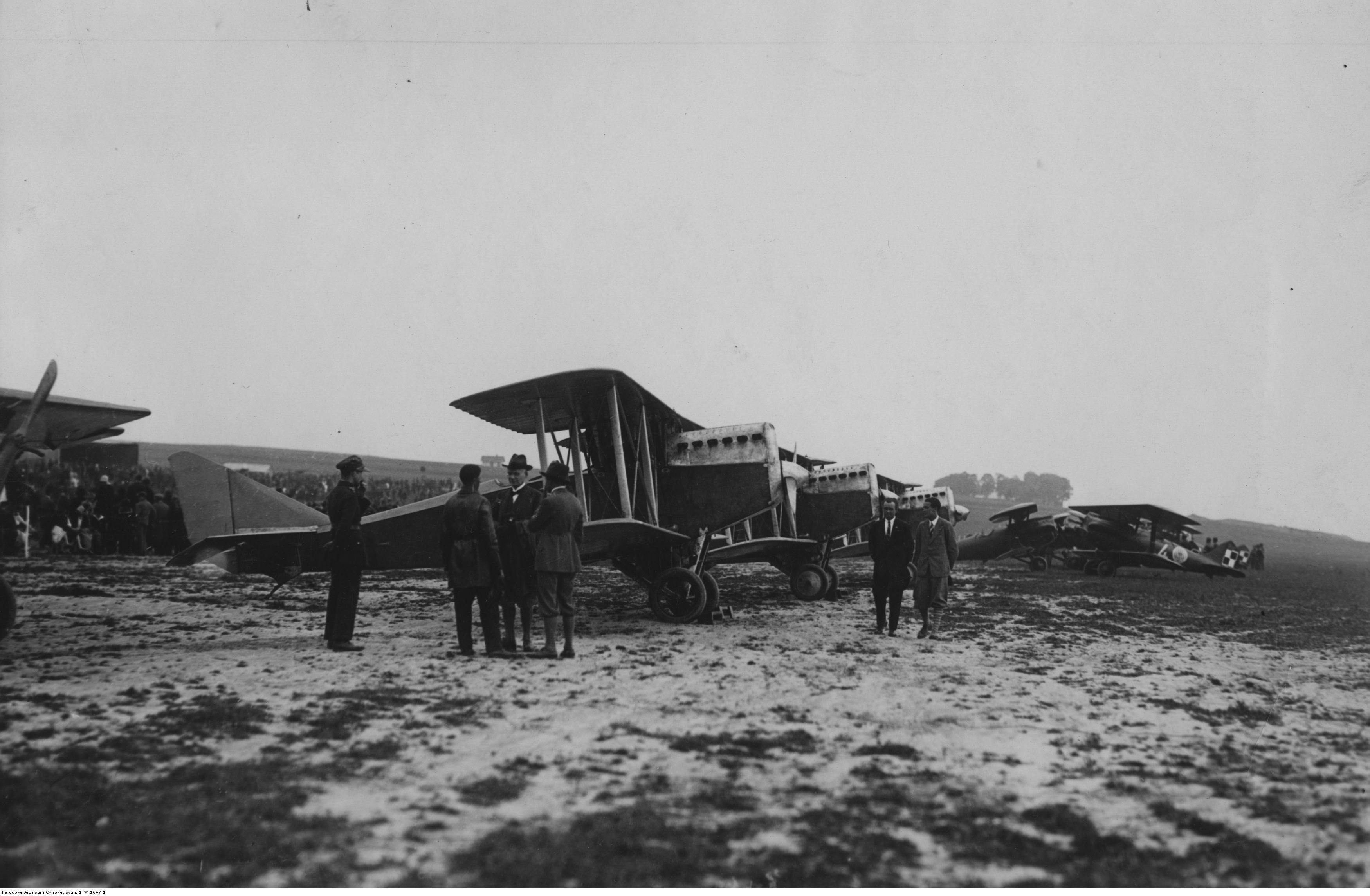
Samoloty Ansaldo A-300-4 (z lewej) i SPAD S.61 ze 111. Eskadry Myśliwskiej

7 listopada 1918 na lotnisku Rakowice przystąpiono do organizacji III eskadry lotniczej bojowej. 21 grudnia tego roku pododdział przemianowany został na 7 eskadrę lotniczą. 31 grudnia 1919 roku Minister Spraw Wojskowych oficjalnie zatwierdził nazwę jednostki – 7 Eskadra Myśliwska im. Tadeusza Kościuszki.
Wiosną 1925 r. jednostka przemianowana została na 121 eskadrę myśliwską, a 2 sierpnia 1928 r. na 111 eskadrę myśliwską. Razem ze 112 eskadrą myśliwską tworzyła III dywizjon myśliwski 1 pułku lotniczego (III/1 dm).
W czerwcu pododdział przeniesiony został z lotniska mokotowskiego na lotnisko Okęcie.
W połowie czerwca 1939 r. do eskadry przydzielono 4 podchorążych ze Szkoły Podchorążych Lotnictwa w Dęblinie i 4 elewów ze Szkoły Podoficerów Lotnictwa dla Małoletnich z Krosna.

## Działania bojowe
Mobilizacja

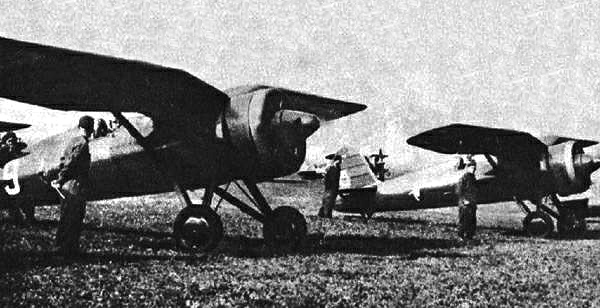
PZL P.11 Gotowe do lotu

Mobilizacja sierpniowa 1939 roku 111 eskadry myśliwskiej została przeprowadzona zgodnie z elaboratem MOB. Samoloty rozproszono po krańcach lotniska. Ustalone zostały dyżury kluczy alarmowych. W nocy z 26 na 27 sierpnia rzut kołowy III/1 dywizjonu myśliwskiego wraz z nadwyżką pilotów odjechał z rodzimego lotniska Okęcie na polowe lotnisko, aby przygotować je do przyjęcia rzutu powietrznego. Zgodnie z Planem użycia lotnictwa eskadra weszła w skład nowo utworzonej Brygady Pościgowej.
30 sierpnia po południu 10 samolotów PZL P.11c ze 111 eskadry razem z załogami 112 eskadry odleciało na lotnisko Zielonka koło Warszawy. Podczas lądowania pchor. Janicki rozbił swój samolot, lecz na szczęście sam pilot nie odniósł obrażeń. Uszkodzoną maszynę natychmiast odesłano do remontu do zakładów PZL na Okęciu. Samolot powrócił do jednostki 1 września. Lotnisko w Zielonce położone było na skraju młodego sosnowego zagajnika w pobliżu wsi Kobylak. Personel został zakwaterowany we wsi, a w celu zamaskowania części samolotów trzeba było fragment lotniska pokryć sztucznym lasem. Zgodnie z rozkazem Dowódcy Brygady Pościgowej z dnia 31 sierpnia 1939 r. 111 eskadra razem ze 112 eskadrą miały osiągnąć stan gotowości następnego dnia.
Kampania wrześniowa

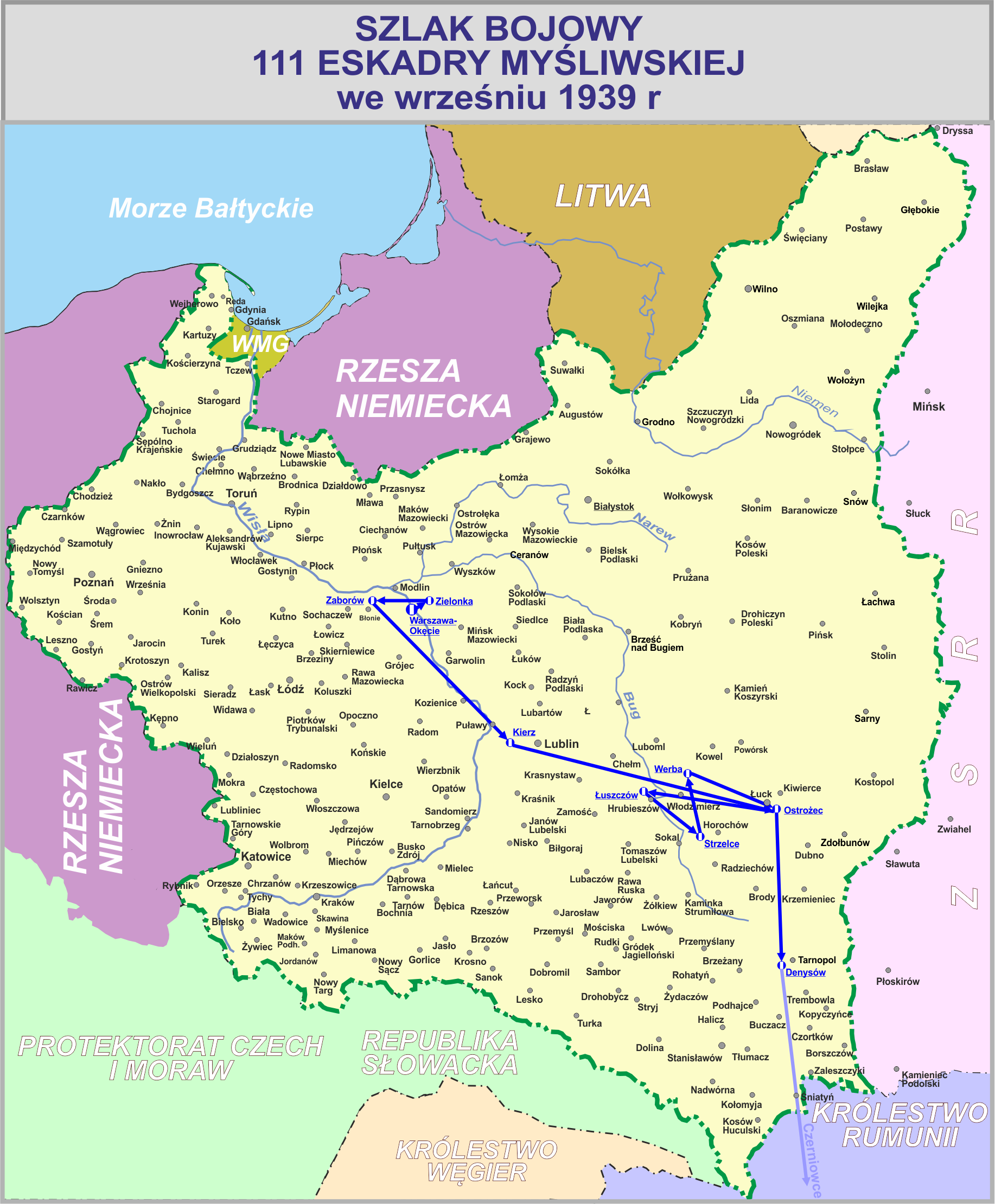

1 września 1939 r. personel latający czekał przy samolotach od 4:00. Wszyscy oczekiwali wiadomości z dowództwa Brygady Pościgowej. Telefon odebrał dowódca III/1 dywizjonu myśliwskiego. Po chwili odłożył słuchawkę ogłaszając alarm i odprawę wyznaczonych do lotu pilotów. Wszyscy zrozumieli, że wybuch wojny stał się faktem.
Kiedy wystrzelono żółtą rakietę, sygnał do startu, 10 P.11c ze 111 eskadry wraz z kluczami bratniej 112 eskadry samoloty skierowały się pod dowództwem kpt. pil. Krasnodębskiego w stronę Legionowa, gdzie spotkały się z IV/1 dywizjonem myśliwskim, aby wspólnie zagrodzić niemieckim eskadrom drogę do stolicy. Do starcia z nieprzyjacielem doszło w rejonie Bugo-Narwi. Od Prus Wschodnich raz po raz napływały w zwartych szykach bombowe zespoły Luftwaffe, osłaniane przez dwusilnikowe myśliwce Bf 110. W wyniku walki z ponad 80-samolotową wyprawą bombową, niemieckie załogi zrzucały chaotycznie bomby na podmodlińskie łąki i atakowane przez Polaków zawracały do baz. Po polskiej stronie uszkodzona została maszyna ppor. pil. Palusińskiego, który w pojedynkę zaatakował grupę Dornierów, zestrzeliwując jednego na pewno, a drugiego prawdopodobnie. Został osaczony przez niemieckich pilotów i mocno postrzelany. Lądował ranny koło Kobyłki, skąd został odwieziony do szpitala.
Pozostali piloci wylądowali w Zielonce. Po południu piloci ponownie wystartowali do przechwycenia samolotów wroga. Tym razem bombowce były eskortowane przez jednosilnikowe myśliwce Bf 109. Ponownie przechwycono bombowce na przedpolu stolicy, lecz nie wszystkie. W walce z wrogimi samolotami zestrzelony został dowódca 111 eskadry po uprzednim zestrzeleniu jednego z atakujących Messerschmittów. Kpt. pil. Sidorowicz zdołał jednak doprowadzić samolot w rejon Gocławia i wylądować na niezabudowanym terenie. Rannego i poparzonego dowódcę odwieziono do szpitala.
W miejsce rannego kpt. pil. Sidorowicza, dowódcą eskadry został por. pil. Wojciech Januszewicz. 2 września odbyło się kilka startów przeciw Luftwaffe, ale bez spotkań z nieprzyjacielem.
Dzień później około 10:00 wystartował na alarm klucz w składzie por. Januszewicz, ppor. Ferić i plut. Karubin, by razem z innymi kluczami III/1 dywizjonu zastąpić drogę niemieckiej wyprawie bombowej lecącej od strony Prus Wschodnich. Do starcia doszło w rejonie Wyszkowa. W rejonie Zielonki por. Januszewicz zestrzelił Messerschmitta Bf 110. Drugiego Bf 110 zestrzelił kpr. Karubin. Po południu nie wrócił do Zielonki wysłany klucz, w składzie ppor. Ferić, pchor. Maciński i st. szer. Szope. Ci dwaj ostatni powrócili do eskadry dopiero późnym wieczorem, odwiezieni przez wojskowy łazik. Okazało się, że podczas starcia dostali się oni pod zmasowany ogień strzelców pokładowych bombowców, tak że musieli przymusowo lądować uszkodzonymi maszynami w rejonie Okuniewa. Ppor. Ferić zjawił się w swojej kwaterze dopiero pośród nocy. W czasie walki odstrzelono mu drążek sterowy, a dodatkowo siła dośrodkowa nie pozwoliła mu wyskoczyć ze spadochronem. W rejonie Okuniewa pilot wypadł z kabiny samolotu, przy czym nastąpiło samoczynne otwarcie spadochronu. W efekcie ppor. Ferić spadł na wysokopienny las, odnosząc jedynie nieszkodliwe siniaki i zadrapania.
4 września o świcie eskadra przeniosła się wraz z resztą dywizjonu na lotnisko Zaborów koło Leszna. Mocno uszczuplony stan samolotowy eskadry nieoczekiwanie powiększył się o PZL P.11c ppor. rez. pil. Aleksandra Wróblewskiego ze 131 eskadry myśliwskiej, który oddalił się w czasie walki od swojej jednostki, a mając uszkodzony samolot kierował się do Bazy nr 3 w rejonie Lublina. Lądując w Zaborowie został wcielony do 111 eskadry. Na dowódcę klucza przeniesiono ze 112 eskadry ppor. Strzembosza. W tym dniu pchor. Władysław Drecki startował trzy razy i został ranny, z najwyższym trudem lądując na lotnisku.
Na lotnisku w Zaborowie eskadra przebywała dalsze trzy dni wojny, broniąc dostępu nad Warszawę nieprzyjacielskim wyprawom bombowym. Ciągłe walki z wrogiem wyniszczały wypracowane samoloty, wykruszając je z każdym dniem, mimo zabiegów obsługi technicznej. Startując z tego lotniska por. pil. Januszewicz zestrzelił 4 i 5 września dwa Junkersy Ju 87 koło Babic i Zaborowa.
6 września w walce z myśliwcami Bf 110 z I./ZG 1 uszkodzone i utracone po przymusowych lądowaniach zostały myśliwce dowódcy Wojciecha Januszewicza i Janusza Macińskiego (w walce tej, w której brała udział także 112 eskadra, Niemcy stracili jeden Bf 110).
7 września nadszedł rozkaz odlotu na lotnisko Kierz koło Lublina. Wśród startujących z Zaborowa ośmiu P.11c III/1 dywizjonu, cztery były ze 111 eskadry. Na lotnisku pozostało dwóch lotników, ppor. Łokuciewski i ppor. Strzembosz, dla rozpoznania dróg na zachód od Warszawy na korzyść Naczelnego Dowódcy Lotnictwa.
Na nowym lotnisku zastano wiele maszyn z różnych dywizjonów, oczekujących na dalsze rozkazy bez benzyny, żywności i podstawowego zakwaterowania. Sporadycznie, w miarę posiadanego paliwa, piloci wykonywali zadania, które niekiedy przynosiły sukcesy, jak np. 8 września klucz eskadry w składzie ppor. Ferić, pchor. Rozwadowski i st. szer. Wünsche podczas patrolu napotkał w rejonie Lublina patrolującego Henschela Hs 126. Ppor. Ferić kilkoma seriami wykończył postrzelanego przez kolegów wroga, który po chwili w kłębach dymu i ognia spadł ku ziemi. Były też jednak straty. Tego samego dnia podczas przymusowego lądowania ppor. pil. Janusz Łabicki kapotował raniąc poważnie twarz. Umieszczono go w lubelskim szpitalu.
Brak paliwa oraz zdezorganizowana sieć dozorowania i łączności utrudniała skuteczne akcje przeciw wyprawom bombowym nieprzyjaciela.

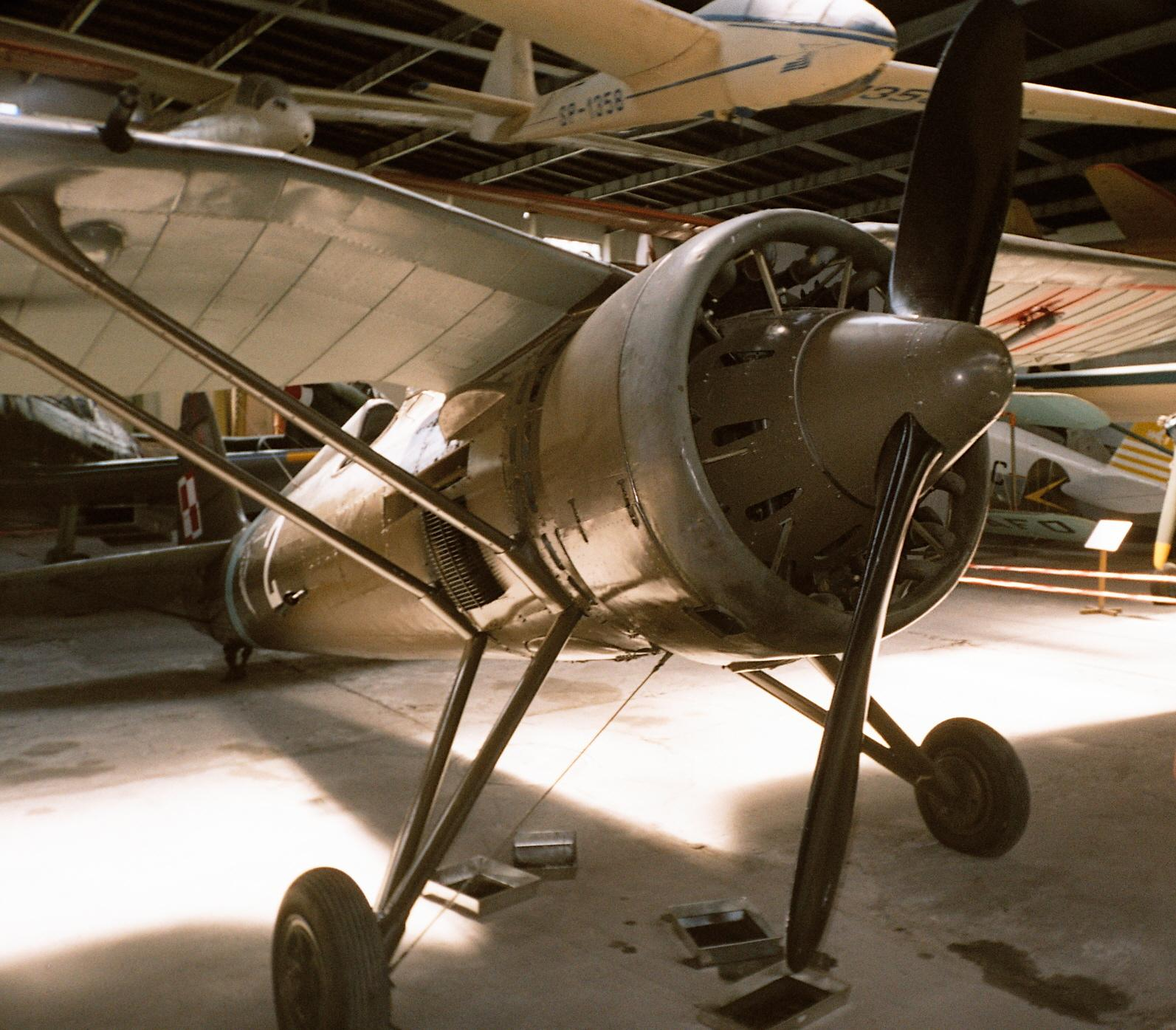
PZL P.11c

10 września przed południem zgodnie z rozkazem dowódcy Brygady eskadra przerzuciła samoloty na lotnisko Ostrożec koło Łucka. Samoloty ppor. Fericia i st. szer. Szope wystartowały z opóźnieniem ze względu na defekt silników. Jednak następnego dnia rozkaz płk. Stefana Pawlikowskiego nakazał powrót do lubelskiego węzła lotnisk. Tylko dzięki pożyczeniu benzyny 9 samolotów III/1 dywizjonu wylądowało na lotnisku Łuszczów koło Lublina.
Zabrakło w tym okresie konsekwentnej myśli dowódczej i przemyślanych rozkazów, wkradł się chaos i bałagan. Odbywały się tylko sporadyczne patrole, utrudniane przez brak paliwa. 12 września piloci wykonali kilka lotów rozpoznawczych w łuku środkowej Wisły, a przed wieczorem przenieśli się na lotnisko Strzelce koło Hrubieszowa. Dzień później odlecieli do miejscowości Werba koło Włodzimierza Wołyńskiego. Jednak Naczelny Dowódca Lotnictwa, ze względu na zagrożenie przez nieprzyjaciela obecnie zajmowanych lotnisk przez jednostki Brygady Pościgowej, przesunął m.in. III/1 dywizjon na lądowisko Denysów koło Brzeżan. I ponownie jedynie pomoc zasobnej w paliwo 24 eskadry rozpoznawczej umożliwiła lotnikom III/1 dywizjonu przelot do Denysowa.
W węźle lotnisk koło Brzeżan zostały skoncentrowane wyszczerbione w bojach eskadry myśliwskie. Dowódca Brygady wraz ze sztabem opracowali reorganizację Brygady Pościgowej. Miała się składać z dwóch dywizjonów wyposażonych w PZL P.11 i eskadry rozpoznawczej z samolotów PZL P.7.
17 września rozkaz Naczelnego Dowódcy Lotnictwa nakazał wszystkim jednostkom lotniczym ewakuację do Rumunii. Około godziny 16:00 po raz ostatni z polskiej ziemi wystartowały 43 samoloty myśliwskie, a wśród nich cztery P.11c 111 eskadry myśliwskiej, kierując się do Czerniowic w Rumunii. Pozostały personel eskadry przekroczył granicę polsko-rumuńską w Śniatyniu 18 września 1939 roku.
Zwycięstwa pilotów 111 eskadry
Zwycięstwa pilotów 111 eskadry we wrześniu 1939 roku według Biura Historycznego Lotnictwa w Londynie:
- 1 września 1939:
  - ppor. Palusiński – 1 Dornier Do 17, 2 Bf 110 uszkodzone
- 3 września 1939:
  - por. Januszewicz – 1 Bf 110
  - ppor. Ferić - 1 Bf 110 uszkodzony
  - por. Arsen Cebrzyński – 1 Bf 110
- 4 września 1939:
  - por. Januszewicz – 1 Ju 87
- 6 września 1939:
  - por. Januszewicz – 1 Ju 87
- 8 września 1939:
  - ppor. Ferić – 1 Hs 126
- 9 września 1939:
  - ppor. Ferić, pchor. Rozwadowski, st. szer. Wünsche – 1 He 45

Straty
Personel:
- Ranni – kpt. Sidorowicz, ppor. ppor. Łabicki i Palusiński

Eskadra straciła 9 samolotów.

## Personel eskadry
Dowódcy eskadry
- kpt. obs. Karol Stelmach (7 XI 1918 – 1 I 1919)
- por. pil. Jerzy Borejsza (1 I – III 1919)
- por. pil. Stefan Stec (III – X 1919)
- por. pil. Ludomił Rayski (X 1919)
- mjr pil. Cedric Fauntleroy (od X 1919)
- kpt pil. Merian C. Cooper (VI – VII 1920)
- kpt.pil. George Crawford (VIII 1920 – V 1921)
- kpt. pil. Jerzy Weber (V 1921 – 1922)
- kpt. pil. Teofil Dziama (1922 – VIII 1923)
- kpt. pil. Bronisław Wąsowski od VIII 1923 – †24 V 1924)
- kpt. pil. Tadeusz Piotrowicz (V 1924 – VI 1925)
- kpt. pil. Jerzy Wieniawa-Długoszowski (16 VI 1925 – 1927)
- kpt. pil. Edward Więckowski (1927 – X 1930)
- wz. por. pil. Konrad Sadowski (29 VIII – 12 IX 1929)
- por. pil. Aleksander Łagiewski (X 1930 – IV 1932)
- por. pil. Józef Kępiński (21 IV 1932 – XI 1935)
- wz. por. pil. Józef Ostrowski (XII 1933 – 9 IV 1934)
- kpt. pil. Zdzisław Krasnodębski (13 XI 1935 – X 1937)
- kpt. pil. Gustaw Sidorowicz (19 X 1937 – 1 IX 1939)
- por. pil. Wojciech Januszewicz (od 2 IX 1939)

Obsada etatowa we wrześniu 1939 r.
- dowódca – kpt. pil. Gustaw Sidorowicz (ranny 1 IX)
- zastępca dowódcy – por. pil. Wojciech Januszewicz (od 2 IX dowódca eskadry; zmarł w wyniku ran odniesionych 5 X 1940)
- pilot – ppor. pil. Mirosław Ferić (zginął 14 II 1942 w Anglii; AS)
- pilot – ppor. pil. Janusz Łabicki (ranny 8 IX 1939 w wypadku lotniczym)
- pilot - ppor. pil. Jerzy Palusiński (ranny 1 IX 1939; pierwszy lotnik odznaczony przez Naczelnego Wodza KW za kampanię 1939 r.)
- pilot – ppor. pil. Jan Zumbach (ranny 26 V w wypadku lotniczym, w walkach nie brał udziału; AS)
- pilot – pchor./ppor. pil. Władysław Maciej Drecki (ranny 4 IX 1939; zginął 13 IX 1943 na Sycylii)
- pilot – pchor./ppor. pil. Zbigniew Janicki (zginął 16 VI 1944 we Francji)
- pilot – pchor./ppor. pil. Janusz Maciński (zginął 4 IX 1940 nad La Manche)
- pilot – pchor./ppor. pil. Mieczysław Rozwadowski (zginął 15 VIII 1940 nad kanałem La Manche)
- pilot – st. sierż. pil. Jan Kołcon
- pilot – plut. pil. Ignacy Lendzion (nie wykonywał lotów z uwagi na stan zdrowia; zm. 10 VI 1954)
- pilot – plut. pil. Stanisław Karubin (zginął 12 VIII 1941 w Anglii; AS)
- pilot – kpr. pil. Eugeniusz Szaposznikow (AS)
- pilot – st. szer. Bogdan Cichocki
- pilot – st. szer. Henryk Szope (zginął 21 VII 1941 koło Wyspa Man)
- pilot – st. szer. Stefan Wójtowicz (zginął 11 IX 1940 w Anglii)
- pilot – st. szer. Kazimierz Wünsche (AS)
- pilot – ppor. pil. Wiktor Stanisław Strzembosz (przydzielony 4 IX ze 112 em; zginął 8 VII 1941 we Francji)
- pilot – ppor. rez. pil. Aleksander Wróblewski (przydzielony 4 IX ze 131 em, zginął 25 III 1942 nad kanałem La Manche)
- oficer techniczny – chor. tech. Kazimierz Mozól
- szef mechaników – st. majster wojsk. Mieczysław Żołnowski
- szef eskadry - st. sierż. Jan Jezierski

## Tradycje i godło brygady
Eskadra dziedziczyła tradycje i godło 7 Eskadry Myśliwskiej, w składzie której w latach 1919-1920 walczyli amerykańscy piloci, którzy przybyli do Polski, aby wziąć udział w wojnie polsko-bolszewickiej.
Jeden z pilotów, Elliot Chess, zaprojektował godło malowane na wszystkich samolotach eskadry, przedstawiające czerwoną krakowską rogatywkę (jaką naczelnik Tadeusz Kościuszko nosił podczas insurekcji 1794) i dwie skrzyżowane kosy (symbolizujące chłopów walczących razem z Kościuszką) na tle pasów i gwiazd flagi amerykańskiej.
W 1932 został wprowadzony nowy system oznakowania samolotów. Polegał na przyporządkowaniu poszczególnym pułkom znaków graficznych. 111 eskadra nie stosowała tego systemu.
Stanisław Latwis, kompozytor Marsza Lotników, wykonywanego do dziś w czasie wojskowych uroczystości, zadedykował ten utwór 111 Eskadrze Myśliwskiej. Tekst napisała Aleksandra Zasuszanka. Latwis służył w tej jednostce w latach 30., był pilotem, zginął śmiercią lotnika w 1935 w czasie lotu szkolnego z uczniem.
Tradycje eskadry kontynuował sformowany 2 sierpnia 1940 303 Dywizjon Myśliwski „Warszawski” im. Tadeusza Kościuszki.

## Wypadki lotnicze
W okresie funkcjonowania eskadry miały miejsce następujące wypadki lotnicze zakończone obrażeniami lub śmiercią pilota:
- We wrześniu 1929 podczas lądowania ppor. pil. Józef Orłowski rozbił Spada 51 C1. Odbywały się wówczas ćwiczenia nocne. Samolot spłonął, a pilot uratował się.
- 25 lutego 1933 kpr. pil. Stanisław Przywara rozbił Spada 51. Pilot ratował się skokiem na spadochronie wychodząc samolotem z płaskiego korkociągu.
- 20 marca 1934 samolot kpr. pil. Ignacego Lendziona podczas lotu grupowego doznał uszkodzeń sterów. Pilot z narażeniem życia wylądował i uratował samolot przed zniszczeniem. Za wymieniony czyn dowódca pułku wyróżnił go pochwałą.
- 5 kwietnia 1935 podczas lotu treningowego kpt. pil. Stanisław Sawczuk uległ wypadkowi i został umieszczony w Warszawie w szpitalu wojskowym.
- 15 kwietnia 1936 na samolocie PZL P.11a w wypadku lotniczym zginął kpr. pil. August Wilkoński.
- 25 kwietnia 1936 zginął por. pil. podczas niskiej akrobacji nad lotniskiem Skniłów, który leciał w kluczu eskadry do Lwowa dla złożenia wieńca na grobach amerykańskich lotników, którzy polegli w składzie 7 eskadry myśliwskiej im. Tadeusza Kościuszki.
- 16 lipca 1936 zginął w morzu koło Orłowa kpt. Aleksander Łagiewski, który leciał samolotem RWD-9 z Inspektorem Obrony Powietrznej gen. dyw. Gustawem Orlicz-Dreszerem i płk. dr. Stefanem Lothe
- 22 maja 1939 zginął kpr. pil. Michał Andrejek podczas szkoły ognia lotniczego, która odbywała się w dniach 21-26 maja.
- 26 maja 1939 ppor. pil. Jan Zumbach uległ wypadkowi lotniczemu wracając do Warszawy z odbytej szkoły ognia lotniczego. Pilot nie doznał poważniejszych obrażeń.